# 贵州银行
贵州银行（港交所：6199）是中国的一家商业银行，总部位于贵州省贵阳市。2012年10月11日，原遵义市商业银行、安顺市商业银行、六盘水市商业银行合并组建为贵州银行。